# La Buenaventura
La Buenaventura è un dipinto a olio su tela del pittore spagnolo Julio Romero de Torres, realizzato nel 1922. Attualmente è conservato al Museo Carmen Thyssen di Malaga.

## Descrizione
Il quadro mostra due donne sedute sul davanzale di una finestra: quella di destra, che indossa degli abiti popolari e ha le gambe piegate, cerca di attirare l'attenzione della donna di sinistra, che riposa seduta sul bordo del davanzale. La sua espressione denota un gesto di malinconia che forse tradisce una preoccupazione amorosa. Sullo sfondo si ammira una vista della città di Cordova, che era la città natale di Julio Romero, con la fontana della Fonseca, il palazzo del marchese de la Fuensanta del Valle e il Cristo delle lanterne. Alla porta del palazzo del marchese si trova una donna avvolta in uno scialle rosso e appoggiata alla soglia.
La firma dell'artista, che si trova sotto i piedi della donna malinconica, corrisponde decisamente alla calligrafia di Romero de Torres nella sua età matura, secondo l'analisi di alcuni suoi quadri. Il quadro presenta molte somiglianze con il ritratto di Conchita Torres, realizzato tra il 1919 e il 1920 e oggi conservato in una collezione privata: Conchita, infatti, è seduta su un davanzale e ha una postura simile a quella della donna dallo sguardo malinconico; anche lo sfondo architettonico e il paesaggio sono simili. L'altra donna, invece, ricorda la santa Agnese di un dipinto oggi al museo Julio Romero de Torres, anche se la postura è invertita.